# Municipalità locale di Kareeberg
Kareeberg è una municipalità locale (in inglese Kareeberg Local Municipality) appartenente alla municipalità distrettuale di Pixley ka Seme della Provincia del Capo Settentrionale in Sudafrica. 
In base al censimento del 2001 la sua popolazione è di 9.490 abitanti.
La sede amministrativa e legislativa è la città di Carnarvon e il suo territorio si estende su una superficie di 17.702 km² ed è suddiviso in 4 circoscrizioni elettorali (wards). Il suo codice di distretto è NC074.

## Geografia fisica

### Confini
La municipalità locale di Kareeberg confina a nord, con il District Management Areas NCDMA07 e NCDMA08, a est con quella di Emthanjeni, a sud con quella di Ubuntu e a ovest con quella di Karoo Hoogland (Namakwa) e con il District Management Areas NCDMA06.

### Città e comuni
- Carnarvon
- Van Wyksvlei
- Vosburg

### Fiumi
- Alarmleegte
- Boesak
- Botterslaagte
- Brak
- Carnarvonleegte
- Groen
- Holsloot
- Kalksloot
- Kareebergleegte
- Reitzvilleleegte
- Sand

### Dighe
- Vanwyksvlei Dam